# Олейник, Василий Иванович
Василий Иванович Олейник (род. 3 марта 1956, Бельцы, Молдавская ССР, СССР) — казахстанский работник органов прокуратуры, депутат Мажилиса Парламента Республики Казахстан VI созыва (2016—2021).

## Биография
В 1980—1985 годах служил в органах прокуратуры в Рышканском районе Молдавской ССР, в 1985—1987 годах — в органах прокуратуры Донецкой области Украинской ССР, в 1987—2001 годах — в прокуратурах Калининского, Ленинского районов города Семипалатинска Семипалатинской области, Восточно-Казахстанской, Костанайской областях, городе Алматы, Генеральной прокуратуре Республики Казахстан.
Январь 2001 — февраль 2002 — первый заместитель прокурора Костанайской области.
Февраль 2002 — апрель 2005 — первый заместитель прокурора Восточно-Казахстанской области.
Апрель 2005 — август 2006 — первый заместитель прокурора города Алматы.
Август 2006 — август 2010 — начальник управления, затем заместитель начальника департамента по надзору за законностью оперативно-розыскной деятельности, начальник управления департамента по надзору за законностью уголовного процесса Генеральной прокуратуры Республики Казахстан.
Сентябрь — ноябрь 2010 года — старший помощник прокурора Восточно-Казахстанской области по надзору за законностью применения природоохранного законодательства.
Ноябрь 2010 — сентябрь 2012 — начальник управления по надзору за законностью оперативно-розыскной деятельности прокуратуры Восточно-Казахстанской области.
Сентябрь 2012—2015 — заместитель прокурора Восточно-Казахстанской области.
С марта 2016 года по январь 2021 года — депутат Мажилиса Парламента Республики Казахстан VI созыва от партии «Нур Отан».
В 2021—2022 года — начальник юридического управления Карагандинского университета имени академика Е. А. Букетова, с 2022 года — руководитель антикоррупционной комплаенс-службы университета.